# شهرستان بنی قیس
ناحیهٔ بنی قیس (به عربی: مدیریة بنی قیس الطور) یک ناحیه در یمن است که در استان حجه واقع شده‌است. شهرستان بنی قیس ۵۴٬۲۷۲ نفر جمعیت دارد.